# 34184 Hegde
34184 Hegde è un asteroide della fascia principale. Scoperto nel 2000, presenta un'orbita caratterizzata da un semiasse maggiore pari a 2,9900174 au e da un'eccentricità di 0,1300922, inclinata di 5,49239° rispetto all'eclittica.